# Schistura harnaiensis
Schistura harnaiensis är en fiskart som först beskrevs av Mirza och Nalbant, 1969.  Schistura harnaiensis ingår i släktet Schistura och familjen grönlingsfiskar. Inga underarter finns listade i Catalogue of Life.